# Pomnik Ernsta Moritza Arndta w Szczecinie
Pomnik Ernsta Moritza Arndta – pomnik niemieckiego poety Ernsta Moritza Arndta (1769–1860), który stał w latach 1869–1933 w Szczecinie w ówczesnym parku Quistorpa (obecnie park im. Jana Kasprowicza).

## Projekt
Pomnik wykonany był z cementu i był – z pewnymi zmianami – kopią pomnika Arndta dłuta Bernharda Afingera, znajdującego się w Bonn. Poeta stał na neobarokowym cokole, na którym wyryte były fragmenty jego poezji. Zwrócony twarzą w kierunku miasta, prawą rękę wspierał o obumarły pień, z którego kiełkowały młode pędy, lewą zaś podpierał się pod bok. Wraz z cokołem pomnik liczył około 10 metrów wysokości. Obok pomnika znajdowała się fontanna oraz kwatery z kwiatami.

## Historia
Pomnik został wzniesiony w 1869 roku, na stulecie urodzin poety, z inicjatywy założyciela parku Johannesa Quistorpa, prywatnie skoligaconego z poetą, którego żona Charlotte Quistorp była jego stryjeczną ciotką. Usytuowany był na wzniesieniu znajdującym się na przedłużeniu Arndstrasse (ob. ulica Monte Cassino), przy obecnej ul. Wyspiańskiego.
W 1933 roku, ze względu na zły stan techniczny (cement zaczął kruszeć), podjęto decyzję o likwidacji pomnika. Na jego miejscu, wykorzystując infrastrukturę wodno-kanalizacyjną fontanny, utworzono w okresie II wojny światowej basen przeciwpożarowy, zasypany w 2010 roku. Zachowały się prowadzące do pomnika z poziomu ulicy betonowe schody.